# Ceratocystis arborea
Ceratocystis arborea är en svampart som beskrevs av Olchow. & J. Reid 1974. Ceratocystis arborea ingår i släktet Ceratocystis och familjen Ceratocystidaceae.   Inga underarter finns listade i Catalogue of Life.